# Burggraf von Glatz
Der Burggraf von Glatz (tschechisch Kladský purkrabí) war ein königlicher Beamter, der auf der Burg in Glatz (Kladsko) als Statthalter des böhmischen Königs amtierte. Da das Glatzer Land, das Anfang des 12. Jahrhunderts als „Provincia Kladsko“ bezeichnet wurde, im böhmischen Staatsverband eine Sonderstellung einnahm, wurde das Burggrafenamt häufig an Mitglieder des hohen böhmischen Adels „zu gesamter Hand“ vergeben. Zu den bekanntesten Burggrafen gehörten der Witigone Witiko von Prčice und Ernst von Hostýně (Arnošt z Hostiného), der Vater des ersten Prager Erzbischofs Ernst von Pardubitz.

## Geschichte
Der höchste Glatzer Landesbeamte wurde zunächst als „Castellanus“ oder „Praefectus“ bezeichnet. Für das Jahr 1262 ist erstmals der Titel „Burchgravius“ belegt. Ab 1305 wurde er vereinzelt und ab 1360 überwiegend als „Hauptmann“ betitelt, manchmal auch als „Amtmann“.
Als Stellvertreter des Königs oblagen dem Burggrafen juristische und militärische sowie Verwaltungsaufgaben. Im Adels- oder Mannengericht der Glatzer Lehnsleute war er Vorsitzender. Erst wenn er in dieser Position einem Beklagten sein Recht verweigerte, konnte dieser eine Berufung beim Prager Hofgericht einreichen. Veränderungen des Stadtrechts in den königlichen Städten Glatz, Habelschwerdt, Wünschelburg und Landeck bedurften seiner Genehmigung. Als oberster Befehlshaber des Landes hatte er zugleich für dessen Schutz zu sorgen und Burgen und Städte in Verteidigungszustand zu halten. Er befehligte die Lehnsleute und deren Knappen sowie Söldner, die von den Städten zu stellen waren. Zudem war er verpflichtet, die königlichen Mühlen, die für die Versorgung der Stadt eine große Bedeutung hatten, stets betriebsfähig zu halten und Zölle sowie Abgaben einzuziehen, soweit hierfür nicht die Stände zuständig waren. Schließlich hatte er für den Unterhalt der acht tschechischen Erbwächter auf der Glatzer Burg zu sorgen, die ihren Wohnsitz auf dem königlichen Kammergut Piltsch hatten. Als Statthalter des Königs war er auch für die Zuweisung von Land an die Lokatoren bzw. die Freirichter zuständig.
Zu seiner Unterstützung standen dem Burggrafen ein oder mehrere Notare zur Verfügung sowie ein Pfänder, der für die Vorladungen und die Ausführung der Gerichtsbeschlüsse zuständig war. Für die Erhebung der Landessteuern waren Steuerbeamte (collectores sen receptores bernae), für die königlichen Forsten Forstbeamte (officiales forestarii) zuständig.
Dem besonderen Schutz des Burggrafen unterstanden Witwen und Waisen sowie Geistliche. Gegenüber dem zuständigen Prager Erzbistum oblag ihm das Präsentationsrecht vakanter Priesterstellen jener Kirchen, die im Glatzer Land dem Patronat des Königs unterstanden.
Gegen Ende des 14. Jahrhunderts wurde das Amt des Landeshauptmanns eingeführt. Trotzdem amtierte zeitweise weiterhin auch der ihm unterstellte Burggraf. Erst 1459 erhob König Georg von Podiebrad das Glatzer Land zur Grafschaft Glatz.

## Glatzer Burggrafen (nicht vollständig)
- 1146 Herrmann von Wartenberg († nach 1197)
- 1169 Hroznata (vermutlich Hroznata von Ovenec[1])
- 1175/76 Rivin/Rivinus mit Bruder Peregrin
- 1177 Witiko von Prčice
- 1177–1189 Bohuš/Bogussa[2], nach Josef Myslimír Ludvík: Bohuš Bradatý[3]
- 1195 Hermann/Heřman aus dem Geschlecht der Markwartinger[4]
- 1196 Ratibor
- 1211 Smil von Ronow[5]
  - 1213 Mitkastellan Zbyslav von Bratschitz[6]
- 1222 möglich: Budiwoj von Krumau
- 1252–1253 Hawel/Gallus von Lemberg[7]
- 1256–1262 Ctibor Hlava von Cimburg
- 1278–? Richard von Dahme (Damis)
- 1283–? Heinrich von Apolda
- 1289 Zdislav von Sternberg[8]
- 1295–? Conrad von Rein
- um 1300–? Ernst von Hostina (lateinisch Arnestus de Hostina; tschechisch Arnošt z Hostýně), Vater des ersten Prager Erzbischofs Ernst von Pardubitz
- 1302–1305 Beneš von Wartenberg (Beneš z Vartenberka)
- 1328 Albert von Pack
- 1337 Peregrin von Peterswalde[9]
- 1341 Titzko (Tyczko) von Pannwitz, ab 1327 Mitbesitzer von Rengersdorf und ab 1346 als Besitzer der Herrschaft Hummel belegt[10]
- 1345 Wolfram von Pannwitz; Erbherr eines Anteils von Rengersdorf
- 1346–1350 Albrecht von Krenowitz, zugleich Pfandherr der Provinz Glatz
- 1352 Jeschkin von Horzitz (Ješek z Hořic)
- 1348–1355 Hanns/Hanß Wustehube auf Neurode[11]
- 1399 Předbor von Ronow
- 1358–1364 Wolfhard von Zedlitz, zugleich Hauptmann
  -  ? Johann von Wartenberg († 1409/10; verheiratet mit Margareta von Dohna[12])
- 1477–1501 Hans von Pannwitz auf Rengersdorf
- 1516 Heinrich von Tschischwitz auf Ullersdorf
- 1518 Heinrich von Hundt und Alten-Grottkau, zugleich Komtur des Glatzer Malteserordens und 1524 Hauptmann
- 1527 Hans Prag von Wellnitz (Hanuš Prog z Velnic[13]), auch Hans Prog von Welenitz/Velnice[14], nach 1537 auch Landeshauptmann
- 1536–15??, Heinrich von Haugwitz auf Tuntschendorf[15]
- 1584–1588 Hans von Pannwitz auf Mechwitz und Neudeck

Siehe auch: Liste der Landeshauptleute der Grafschaft Glatz